# Charyjałach (ułus wierchniewilujski)
Charyjałach (ros. Харыялах) – wieś w Rosji, w Jakucji, w ułusie wierchniewilujskim. W 2010 liczyła 780 mieszkańców.